# Pierre David (filmproducent)
Pierre David (geboren op 17 mei 1944) is een Canadees filmproducent.
David is het bekendst door zijn werk als uitvoerend producent in ironische films van David Cronenberg, zoals Scanners, Videodrome en The Brood. Hij is ook producent geweest bij de film Platoon, die een Oscar heeft gewonnen. Deze film werd geregisseerd door Oliver Stone. Sindsdien heeft hij vele films geproduceerd, vooral thrillers.